# Impuesto sobre hidrocarburos
El impuesto sobre hidrocarburos o impuesto sobre combustible es un impuesto especial e indirecto que grava el consumo de cualquier hidrocarburo utilizado como combustible y de cualquier producto utilizado como carburante. Es decir, grava los productos utilizados, por ejemplo, en calefacción (combustible) y en el uso de motores (carburante).

## Implementación a nivel mundial

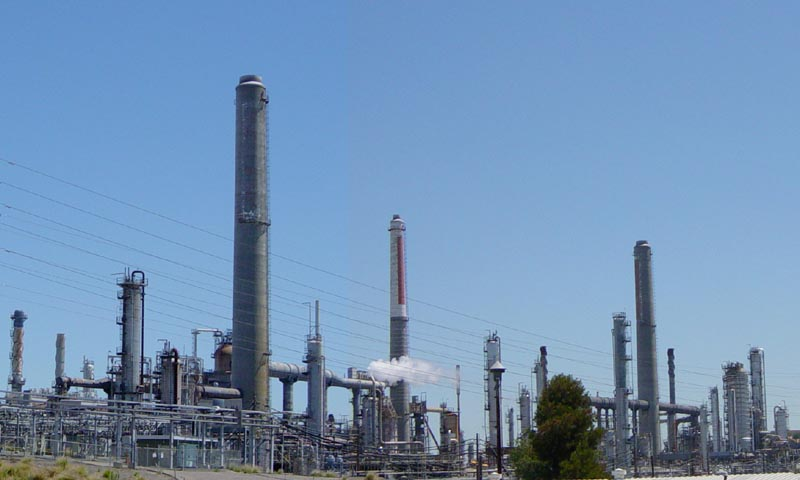
Refinería Shell en California.

### Bolivia
El 17 de mayo de 2005 mediante Ley 3058 se aprobó en Bolivia la ley de hidrocarburos en medio de protestas sociales por la libre interpretación que producía el inciso d del artículo 57 de la misma, ya que no especificaba los montos que se debían redistribuir entre: el Tesoro de la Nación, los pueblos indígenas y originarios, las comunidades campesinas, municipios, universidades, fuerzas armadas y la policía. Al cabo de varias reuniones se lograron fijar los porcentajes de redistribución y fueron aprobados el 12 de septiembre del mismo año.

### España
En España se reguló su utilización mediante la Ley 38 de 1992 y también mediante el Real Decreto 1165 de 1995. Así llegó a representar entre el 41 % y el 46 % del precio total de venta de los hidrocarburos gravando la fabricación e importación de dichos productos. La base imponible se constituye por el volumen expresado en miles de litros, a excepción del fuelóleo, que se mide en toneladas métricas.
Por medio de la Ley 2 de 2012 se contempló un aumento progresivo del queroseno, equiparándolo con la gasolina y, en enero de 2013 se introduce el Impuesto de Venta a Minoristas de Determinados Hidrocarburos (IVMDH) gravando la venta de gasolina, gasóleos, fuelóleos y querosenos en el sector minorista.
Estos impuestos, más allá de su finalidad recaudatoria, persiguen la protección del medio ambiente y la reducción de la dependencia energética, por ello son eximidos de los gravámenes los biocombustibles y biocarburantes empleados para el desarrollo de nuevos productos menos impactantes en el medio ambiente.

### República Dominicana
En República Dominicana mediante la Ley 112 del año 2000 se creó el impuesto sobre hidrocarburos y derivados de combustibles fósiles y de reforma fiscal sobre el precio del producto (ad-valorem) del 16 %.